# Ван-Бурен (Арканзас)
Ван-Бурен (англ. Van Buren) — місто (англ. city) в США, в окрузі Кроуфорд штату Арканзас,  адміністративний центр округу. Населення — 23 218 осіб (2020).
За чисельністю населення Ван-Бурен посіло 19-е місце серед всіх населених пунктів Арканзасу.

## Історія

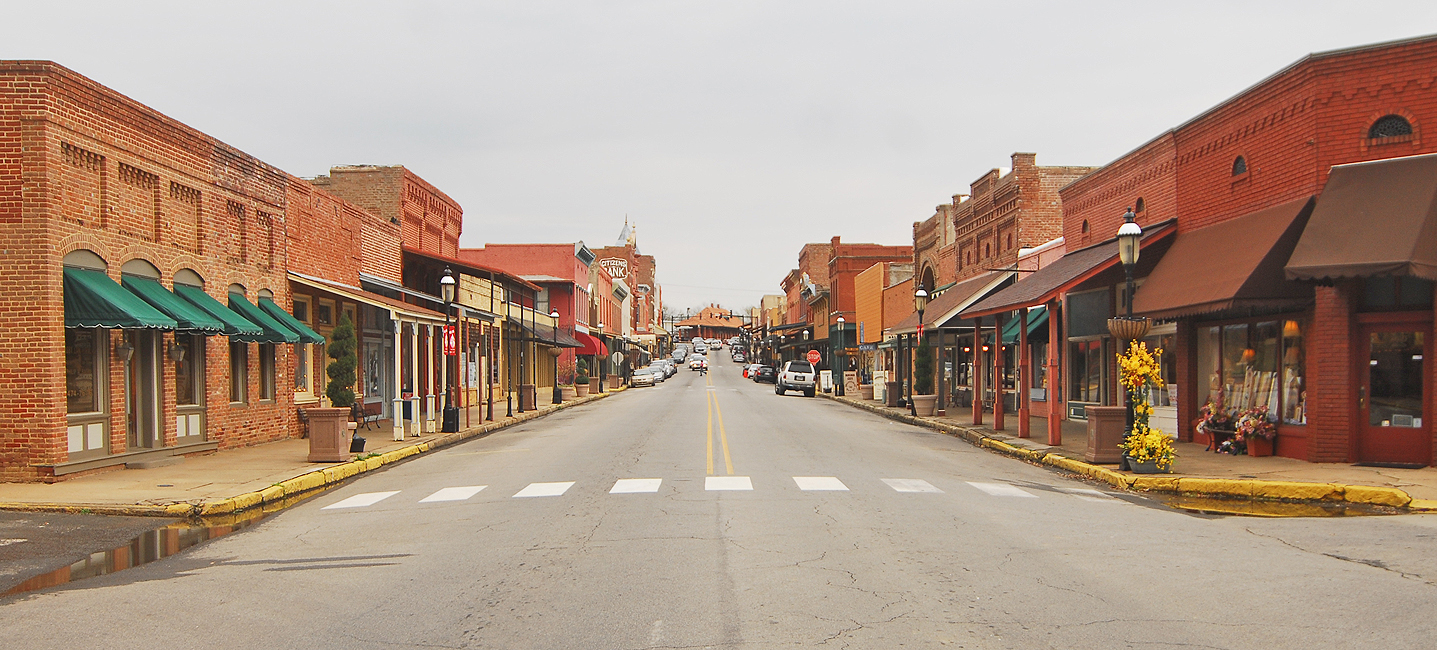
Історичний центр міста

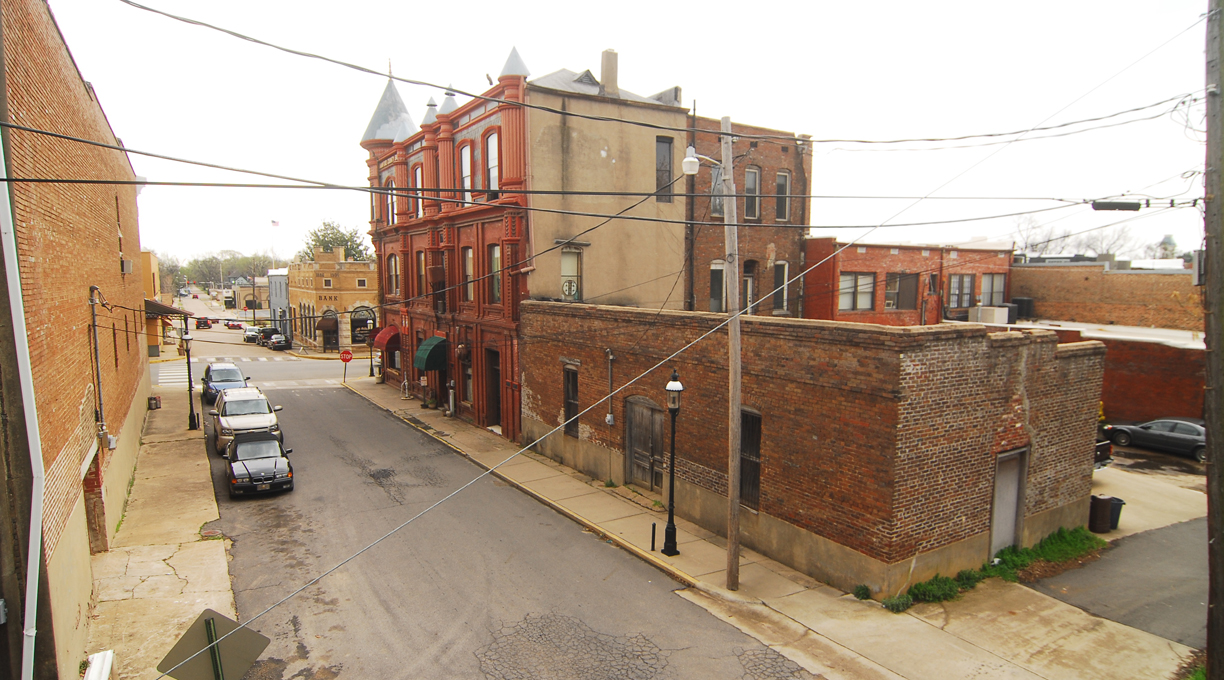
Задня частина будівлі у вікторіанському стилі

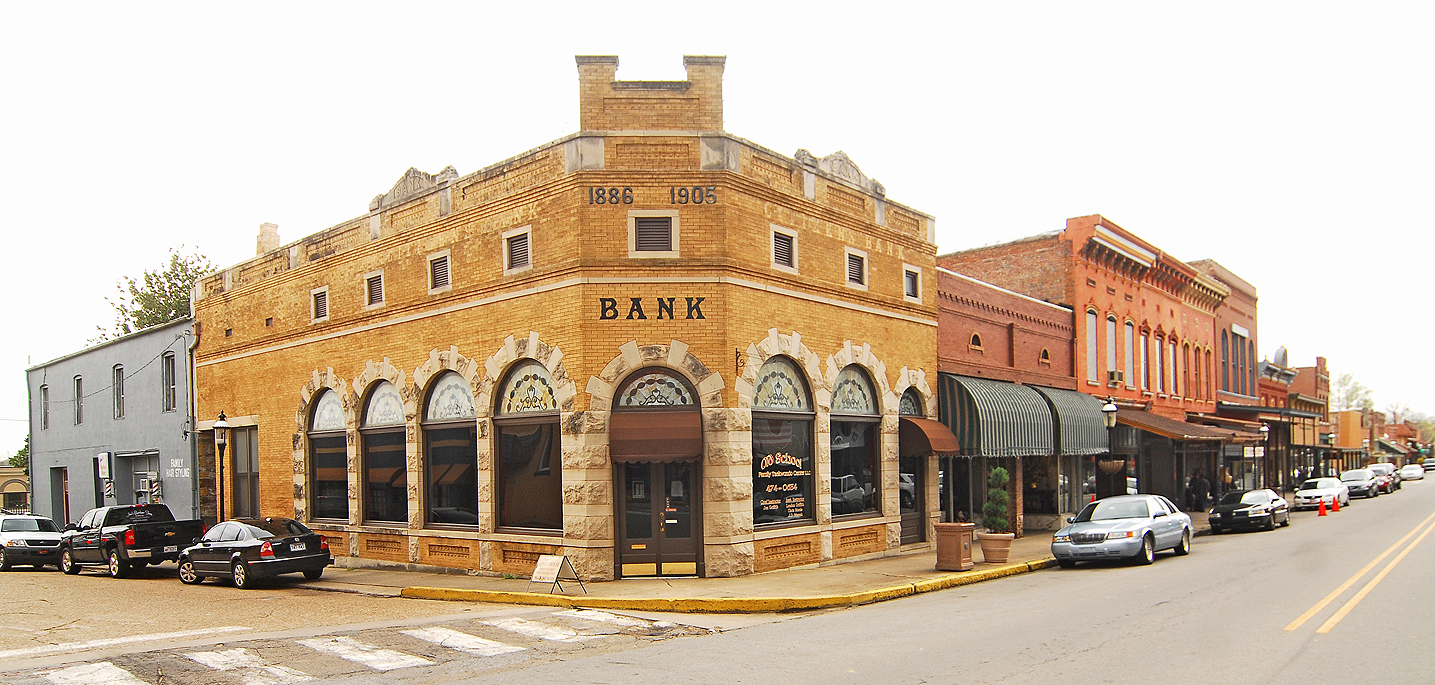
Частина історичного центру міста

### Раннє поселення
Населений пункт на місці майбутнього міста був заснований 1818 року першопрохідцями Девідом Бойдом та Томасом Мартіном. Після утворення 1819 року Території Арканзасу поселенці Даніель та Томас Філліпс побудували лісовий склад для постачання паливом річкові судна, що проходили повз. 1831 року в селищі було відкрито офіс Поштової служби США та населений пункт, до того часу відомий під ім'ям «Філліпс-Лендінг», був перейменований на честь Державного секретаря США Мартіна ван Бюрена, який став згодом восьмим президентом Сполучених Штатів.
Пізніше два компаньйони, Девід Томпсон і Джон Дреннер, викупили шматок землі поблизу населеного пункту за 11 тисяч доларів США і за свій рахунок побудували будівлю суду з умовою, що Ван-Бурен стане адміністративним центром нового округу.
Ван-Бурен отримало статус міста 24 грудня 1842.

## Географія
Ван-Бурен розташований на висоті 122 метрів над рівнем моря за координатами 35°26′48″ пн. ш. 94°21′11″ зх. д. / 35.44667° пн. ш. 94.35306° зх. д. (35.446542, -94.353010).  За даними Бюро перепису населення США в 2010 році місто мало площу 42,73 км², з яких 40,03 км² — суходіл та 2,71 км² — водойми.

### Клімат
| Клімат : Ван-Бурен      | Клімат : Ван-Бурен | Клімат : Ван-Бурен | Клімат : Ван-Бурен | Клімат : Ван-Бурен | Клімат : Ван-Бурен | Клімат : Ван-Бурен | Клімат : Ван-Бурен | Клімат : Ван-Бурен | Клімат : Ван-Бурен | Клімат : Ван-Бурен | Клімат : Ван-Бурен | Клімат : Ван-Бурен | Клімат : Ван-Бурен |
| Показник                | Січ.               | Лют.               | Бер.               | Квіт.              | Трав.              | Черв.              | Лип.               | Серп.              | Вер.               | Жовт.              | Лист.              | Груд.              | Рік                |
| Абсолютний максимум, °C | 27,2               | 30,6               | 34,4               | 35,6               | 37,2               | 41,1               | 43,9               | 45,0               | 42,8               | 35,6               | 30,0               | 27,8               | 45,0               |
| Середній максимум, °C   | 10,0               | 13,3               | 18,3               | 23,3               | 27,2               | 31,1               | 33,9               | 33,9               | 29,4               | 23,9               | 17,2               | 10,6               | 22,6               |
| Середній мінімум, °C    | −1,7               | 0,6                | 5,0                | 10,0               | 15,0               | 20,0               | 22,2               | 21,7               | 16,7               | 10,6               | 4,4                | −0,6               | 10,2               |
| Абсолютний мінімум, °C  | −23,9              | −26,1              | −13,9              | −5,6               | 1,1                | 8,3                | 10,0               | 7,2                | 0,6                | −5,6               | −13,3              | −20,6              | −26,1              |
| Норма опадів, мм        | 71                 | 73                 | 98                 | 109                | 139                | 109                | 84                 | 66                 | 103                | 110                | 113                | 84                 | 1153               |
| Днів з опадами          | 7,5                | 7,8                | 9,7                | 9,1                | 10,7               | 9,3                | 6,5                | 6,3                | 7,7                | 8,4                | 7,5                | 7,7                | 98,3               |
| Днів зі снігом          | 1,0                | 0,8                | 0,4                | 0                  | 0                  | 0                  | 0                  | 0                  | 0                  | 0                  | 0,1                | 0,6                | 2,9                |
| ----------------------- | ------------------ | ------------------ | ------------------ | ------------------ | ------------------ | ------------------ | ------------------ | ------------------ | ------------------ | ------------------ | ------------------ | ------------------ | ------------------ |
| Джерело: NOAA           |                    |                    |                    |                    |                    |                    |                    |                    |                    |                    |                    |                    |                    |

## Демографія
Згідно з переписом 2010 року, у місті мешкала 22 791 особа в 8448 домогосподарствах у складі 6062 родин. Густота населення становила 533 особи/км².  Було 9247 помешкань (216/км²). 
Расовий склад населення:
| - 82,3 % — білих - 3,1 % — азіатів - 2,4 % — корінних американців - 2,1 % — чорних або афроамериканців - 0,1 % — вихідців з тихоокеанських островів - 6,5 % — осіб інших рас |

До двох чи більше рас належало 3,5 %. Іспаномовні складали 11,6 % від усіх жителів.
За віковим діапазоном населення розподілялося таким чином: 28,4 % — особи молодші 18 років, 60,0 % — особи у віці 18—64 років, 11,6 % — особи у віці 65 років та старші. Медіана віку мешканця становила 33,6 року. На 100 осіб жіночої статі у місті припадало 92,2 чоловіків;  на 100 жінок у віці від 18 років та старших — 88,6 чоловіків також старших 18 років.
Середній дохід на одне домашнє господарство  становив 54 963 долари США (медіана — 39 414), а середній дохід на одну сім'ю — 63 583 долари (медіана — 45 309). Медіана доходів становила 39 843 долари для чоловіків та 29 284 долари для жінок. За межею бідності перебувало 22,9 % осіб, у тому числі 32,4 % дітей у віці до 18 років та 10,5 % осіб у віці 65 років та старших.
Цивільне працевлаштоване населення становило 9284 особи. Основні галузі зайнятості: освіта, охорона здоров'я та соціальна допомога — 29,3 %, виробництво — 18,2 %, роздрібна торгівля — 12,0 %, науковці, спеціалісти, менеджери — 7,9 %.
За даними перепису населення 2000 року в Ван-Бурені мешкало 18 986 осіб, 5182 родини, налічувалося 6947 домашніх господарств і 7427 житлових будинків. Середня густота населення становила близько 517,0 людей на один квадратний кілометр. расовий склад Ван-Бьюрен за даними перепису розподілився таким чином: 87,37% білих, 1,64% — чорних або афроамериканців, 1,96% — корінних американців, 2,82% — азіатів, 3,03% — представників змішаних рас, 3,17% — інших народів. іспаномовні склали 6,04% від усіх жителів міста.
З 6947 домашніх господарств в 40,4% виховували дітей віком до 18 років, 56,2% представляли собою подружні пари, які спільно проживали, в 14,7% сімей жінки проживали без чоловіків, 25,4% не мали сімей. 21,7% від загального числа сімей на момент перепису жили самостійно, при цьому в 8,2% серед жителів у віці 65 років були відсутні одиночки. Середній розмір домашнього господарства склав 2,67 осіб, а середній розмір родини — 3,12 осіб.
Населення міста за віковим діапазоном за даними перепису 2000 року розподілилося таким чином: 29,6% — жителі молодше 18 років, 9,0% — між 18 і 24 роками, 30,7% — від 25 до 44 років, 20,1% — від 45 до 64 років і 10,6% — у віці 65 років та старше. Середній вік мешканця склав 33 роки. На кожні 100 жінок в Ван-Бурені припадало 92,0 чоловіків, у віці від 18 років та старше — 86,8 чоловіків також старше 18 років.
Середній дохід на одне домашнє господарство в місті склав 33 608 доларів США, а середній дохід на одну сім'ю — 37 198 доларів. При цьому чоловіки мали середній дохід в 28 798 доларів США на рік проти 21 201 долар середньорічного доходу у жінок. Дохід на душу населення в місті склав 14 948 доларів на рік. 13,5% від усього числа сімей в окрузі і 16,7% від усієї чисельності населення перебувало на момент перепису населення за межею бідності, при цьому 24,4% з них були молодші 18 років і 13,0% — у віці 65 років та старше.

## Відомі уродженці та жителі
- Боб Бернс — актор комедійного жанру
- Джон Девіс — колишній член Палати представників США від штату Північна Кароліна